# Браунас
Браунас (порт. Braúnas) — муниципалитет в Бразилии, входит в штат Минас-Жерайс. Составная часть мезорегиона Вали-ду-Риу-Доси. Входит в экономико-статистический  микрорегион Гуаньяйнс. Население составляет 4590 человек на 2006 год. Занимает площадь 377,155 км². Плотность населения — 12,2 чел./км².

## История
Город основан 16 сентября 1901 года. 

## Статистика
- Валовой внутренний продукт на 2003 год составляет 46 619 661,00 реалов (данные: Бразильский институт географии и статистики).
- Валовой внутренний продукт на душу населения на 2003 год составляет 9389,66 реалов (данные: Бразильский институт географии и статистики).
- Индекс развития человеческого потенциала на 2000 год составляет 0,665 (данные: Программа развития ООН).

## География
Климат местности: умеренный.